# بيتسي بيرز
بيتسي بيرز (بالإنجليزية: Betsy Beers)‏ هي منتجة تلفزيونية أمريكية، ولدت في 1957.

## وصلات خارجية
- بيتسي بيرز على موقع IMDb (الإنجليزية)
- بيتسي بيرز على موقع قاعدة بيانات الفيلم (الإنجليزية)